# Corbeau d'Australie
Corvus coronoides
Espèce
Statut de conservation UICN

 LC  : Préoccupation mineure
Répartition géographique

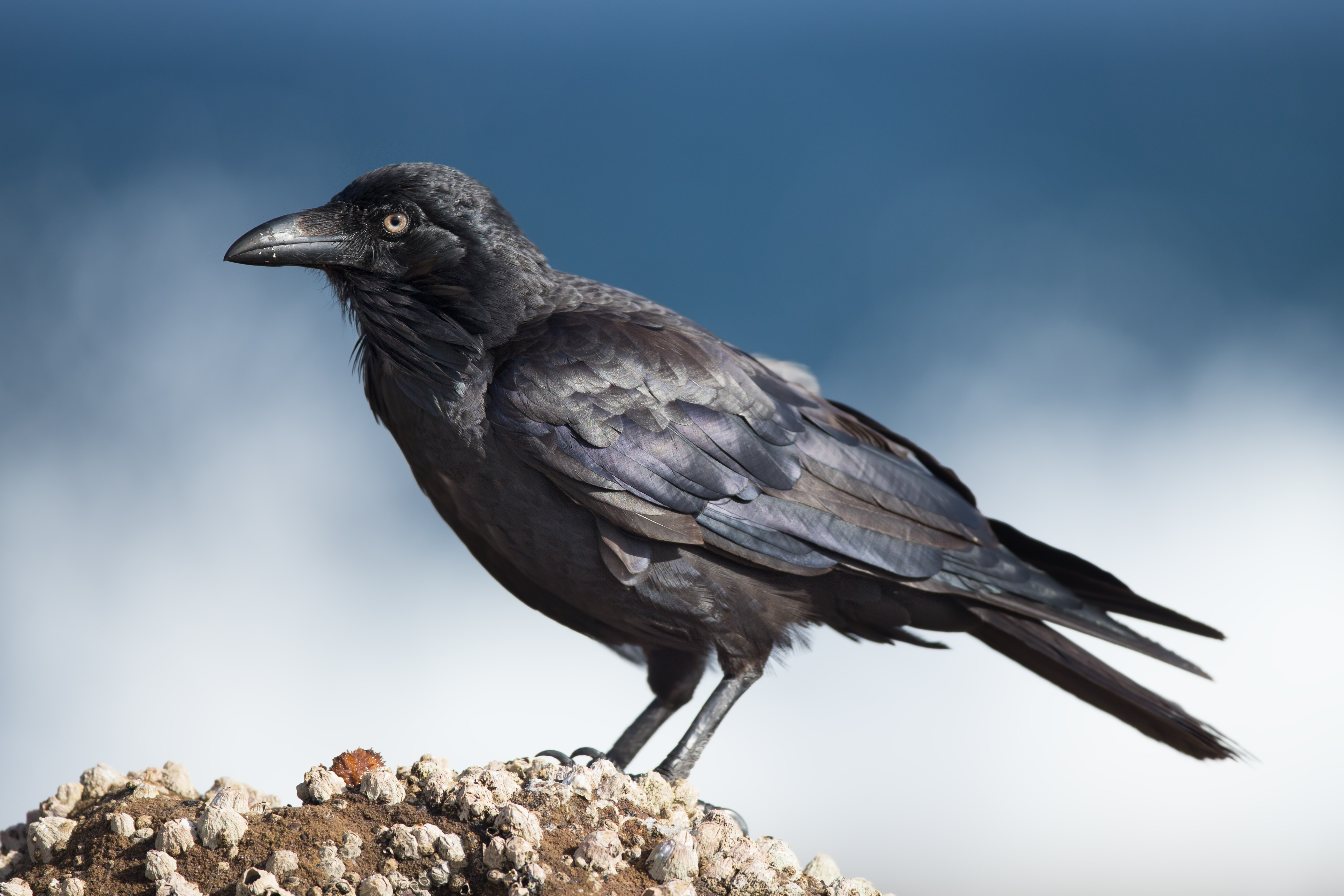
Un corbeau d'Australie. Décembre 2018.

Le Corbeau d'Australie ou Corneille à gros bec (Corvus coronoides) (en anglais : Australian Raven) est une espèce australienne de passereaux de la famille des Corvidae. Il est un peu plus fin que le Grand Corbeau de l'hémisphère nord dont il est très proche.

## Caractéristiques
Comme les autres corvidés australiens son iris est blanc mais il a en plus un anneau bleuté autour de la pupille. La totalité de son plumage est noir avec des reflets bleutés. Il a généralement, sous le bec, près du cou, une zone déplumée caractéristique de l'espèce. Son vol est puissant. Il a la même intelligence que tous les corvidés.
Avec ses 48 à 56 cm de long, il est un peu plus grand que le corbeau du désert dont il se distingue surtout par le cri plus aigu  et le dessin du bout des ailes.

## Distribution et habitat
Le corbeau d'Australie est très commun dans tout l'Est de l'Australie et le Sud de l'Australie-Occidentale, les deux parties étant reliées par une bande côtière : la Nullabor plain (voir carte). On ne le trouve pas dans le nord de l'Australie. Il s'est très bien adapté au voisinage de l'homme et c'est un oiseau très courant à Sydney et l'île Rottnest.

## Alimentation
Il se nourrit de charognes, d'insectes, de graines, de fruits, de petits reptiles, d'oisillons et d'œufs. Il se nourrit surtout sur le sol accessoirement dans les arbres. En ville, il se nourrit des déchets et détritus.

## Reproduction
Il niche au sommet des grands arbres. La femelle couve 5 à 7 œufs pendant 20 jours. Les petits peuvent voler au bout de 45 jours et restent avec leurs parents pendant les quatre mois suivants.